# Ancienne gare de Tikkurila
L'Ancienne gare de Tikkurila (en finnois : Tikkurilan vanha asemarakennus) est un bâtiment historique situé dans le quartier de Tikkurila à Vantaa en Finlande.
Le bâtiment abrite le Musée municipal de Vantaa (en finnois : Vantaan kaupunginmuseo).

## Description
Le bâtiment conçu par Carl Albert Edelfelt a servi de gare ferroviaire de 1863 à 1978.
C'est une des gares d'origine de la Voie Helsinki–Hämeenlinna et c'est la plus ancienne gare conservée en Finlande.

## le Musée municipal de Vantaa
Depuis 1990, le bâtiment de l'ancienne gare de Tikkurila  abrite le Musée municipal de Vantaa.
Le rez-de-chaussée et le premier étage servent d’espaces d’exposition.
Les locaux du personnel du musée occupent le second étage.